# گروپ یوروم
گروه یوروم (ترکی استانبولی: Grup Yorum)، یک گروه موسیقی اهل ترکیه است که به‌خاطر مضامین سیاسی و اجتماعی در آثارش شناخته می شود. واژه‌ی «یوروم» در زبان ترکی استانبولی به معنای «دیدگاه» و «نظر» بوده و به فعالیت‌های این گروه ارتباط دارد. در سال‌های اخیر، برخی از کنسرت‌ها و آلبوم‌های این گروه با ممنوعیت یا توقیف مواجه شده‌اند و تعدادی از اعضای آن نیز بازداشت و زندانی شده‌اند. 
گروه یوروم یک گروه موسیقی سیاسی با گرایش‌های چپ‌گرایانه و سوسیالیستی است که در سال ۱۹۸۶ میلادی (۱۳۶۴ خورشیدی) در استانبول تاسیس شد. این گروه توسط چهار دانشجوی دانشگاه مرمره با نام‌های «کمال ساهیر گورل، عایشه‌گل ترکیه ای ،یردام، متین قهرمان و تونجای آقدوغان» و تحت‌تأثیر ترانه‌سرایی نوین آمریکای لاتین قرار داشت و از آن زمان شروع به فعالیت کرد. گروه یوروم به عنوان یکی از پیشتازان ایجاد نهادها و سازمان‌های مردمی، تشکلات کارگری، اجتماعات اعتراضی آزادی‌خواهان، برابری‌طلبان و روشن‌فکران در ترکیه شناخته شده است.
در طول ۳۵ سال فعالیت خود، گروه یوروم  همواره با چالش‌ها و مشکلاتی از سوی دوره‌های مختلف حکومتی ترکیه روبرو بوده است. بسیاری از کنسرت‌های این گروه با دخالت پلیس ،متوقف شده‌ و اعضای آن بارها بازداشت و زندانی شده‌اند. تاکنون بیش از ۴۰۰ پرونده قضایی علیه این گروه موسیقی تشکیل شده است که نشان‌دهنده فشارهای سیاسی و اجتماعی موجود در کشور است.
گروه یوروم (Grup Yorum) یکی از تأثیرگذارترین گروه‌های موسیقی اعتراضی در ترکیه است که از سال ۱۹۸۵ فعالیت خود را آغاز کرده است. این گروه با ترکیب موسیقی فولکلور ترکی و کردی با مَضامین سیاسی، به یکی از نمادهای مقاومت و اعتراض در ترکیه تبدیل شده است.

### تاریخچه و تأسیس
گروه یوروم توسط چهار دانشجوی دانشگاه مرمره در استانبول تأسیس شد و تحت تأثیر جنبش موسیقی نوئوا کانسیون آمریکای لاتین قرار داشت. اولین آلبوم آن‌ها با نام Sıyrılıp Gelen در سال ۱۹۸۷ منتشر شد و از همان ابتدا با واکنش‌های شدید دولتی مواجه شد.

### مضامین و سبک موسیقی
موسیقی گروه یوروم ترکیبی از موسیقی فولکلور ترکی و کردی، با پیام‌های سیاسی و اجتماعی است. آنها در آثار خود به موضوعاتی مانند سرکوب سیاسی، حقوق کارگران، فقر، امپریالیسم و سرمایه‌داری پرداخته‌اند.

### سرکوب و ممنوعیت‌ها
دولت ترکیه بارها تلاش کرده است تا فعالیت‌های گروه یوروم را محدود کند. تاکنون بیش از ۴۰۰ پرونده قضایی علیه اعضای گروه تشکیل و بسیاری از کنسرت‌های آن‌ها ممنوع شده‌اند. برخی از اعضای گروه نیز بازداشت و زندانی شده‌اند، حتی دو نفر از اعضای آن در اعتراض به سرکوب‌های دولتی، اعتصاب غذا کرده و جان خود را از دست داده‌اند.

### محبوبیت و تأثیر بین‌المللی
با وجود فشارهای دولتی، گروه یوروم همچنان محبوبیت زیادی در ترکیه و خارج از کشور دارد. آن‌ها کنسرت‌هایی در آلمان، اتریش، فرانسه، ایتالیا، هلند، بلژیک، یونان و سوریه برگزار کرده‌اند. همچنین، این گروه یک مجله فرهنگی و هنری به نام Tavir منتشر می‌کند و یک مرکز فرهنگی در استانبول به نام İdil Kültür Merkezi را مدیریت می‌کند.

### میراث و تأثیرات
گروه یوروم نه تنها در موسیقی ترکیه بلکه در جنبش‌های اجتماعی و سیاسی نیز تأثیرگذار بوده است. آن‌ها با اجرای ترانه‌های انقلابی از سراسر جهان، از جمله نسخه‌ای از Bella Ciao، به نماد مقاومت تبدیل شده‌اند.

## اعضای گروه
- خوانندگان: سلما آلتین، هلن بولیک، ارن اولچای، ازگی دیلان بالچی، سلطان گوکچک
- باغلاما: احسان سیبلیک، آیفر باد
- گیتار: محرم چنگیز
- کیبورد: اینان آلتین
- ساز بادی: علی اراسی، سلما آلتین، احسان سیبلیک، بهار کورت
- گیتار الکتریک: ابراهیم گوکجک
- ساز کوبه‌ای، درام: اینان آلتین

## اعتصاب غذا
در اعتراض به زندانی شدن شش تن از اعضای گروه، ممنوعیت فعالیت و تشدید سیاست‌های سرکوبگرانهٔ دولت اردوغان، سه تن از اعضای گروه: هلن بولیک، مصطفی کوچاک و ابراهیم گوکجک تصمیم به اعتصاب غذا گرفتند. هلن بولیک پس از ۲۸۸ روز اعتصاب غذا درگذشت.همچنین مصطفی کوچاک پس از ۲۹۷ روز اعتصاب غذا موسوم به روزه مقاومت، دومین قربانی این جریان بود. ابراهیم گوکجک نیز پس از ۳۲۳ روز اعتصاب غذا درگذشت.